# Ophiactis notabilis
Ophiactis notabilis is een slangster uit de familie Ophiactidae.
De wetenschappelijke naam van de soort werd in 1939 gepubliceerd door Hubert Lyman Clark.